# Helmut Grubert
Helmut Grubert (* 24. Dezember 1908 in Nekla; † 20. August 1992) war ein deutscher Oberstleutnant und leitender Mitarbeiter des Ministeriums für Staatssicherheit (MfS) der Deutschen Demokratischen Republik (DDR). Er war von 1954 bis 1961 Leiter der Bezirksverwaltung Frankfurt (Oder).

## Leben
Grubert, Stiefsohn eines Eisenbahners, schloss die Volksschule ab und erlernte den Beruf des Werkzeugmachers, in dem er bis 1945 tätig war. Nach dem Ende des Zweiten Weltkriegs trat er in die Kommunistische Partei Deutschlands (KPD) ein und wurde nach der Zwangsvereinigung von KPD und SPD in der sowjetisch besetzten Zone Mitglied der Sozialistischen Einheitspartei Deutschlands (SED). 
1945 wurde Grubert von den sowjetischen Besatzungsbehörden als Bürgermeister der Gemeinde Beenz im Kreis Prenzlau eingesetzt. 1948 wurde er Personalleiter der Kreisverwaltung Prenzlau und 1949 stellvertretender Landrat. 1950 wurde er vom MfS eingestellt und wurde Leiter der Dienststelle Prenzlau. 1951 wechselte er zur Landesverwaltung Brandenburg und wurde dort Leiter der Abteilung VI, zuständig für den Staatsapparat. 1952 wurde er stellvertretender Leiter der Landesverwaltung.
1954 wurde Grubert Leiter der MfS-Bezirksverwaltung und Mitglied der SED-Bezirksleitung in Frankfurt (Oder). 1956 wurde er zum Oberstleutnant befördert. 1960/61 absolvierte Grubert einen Lehrgang an der Bezirksparteischule der SED und wurde dann als Leiter der Abteilung Postzollfahndung des Amts für Zoll und Kontrolle des Warenverkehrs Offizier im besonderen Einsatz.
1969 ging Grubert in Rente, blieb aber bis 1976 ehrenamtlicher Ermittler der MfS-Hauptabteilung Kader und Schulung.